# Хагермарш
Хагермарш (њем. Hagermarsch) општина је у њемачкој савезној држави Доња Саксонија. Једно је од 24 општинска средишта округа Аурих. Према процјени из 2010. у општини је живјело 445 становника. Посједује регионалну шифру (AGS) 3452009.

## Географски и демографски подаци
Хагермарш се налази у савезној држави Доња Саксонија у округу Аурих. Општина се налази на надморској висини од 2 метра. Површина општине износи 22,3 km². У самом мјесту је, према процјени из 2010. године, живјело 445 становника. Просјечна густина становништва износи 20 становника/km².